# Altopiano d'Ozark
L'altopiano d'Ozark (in inglese anche The Ozarks, Ozarks Mountain Country, Ozark Mountains o Ozark Plateau) è un altopiano e una regione geografica e culturale degli Stati Uniti centrali.

## Geografia

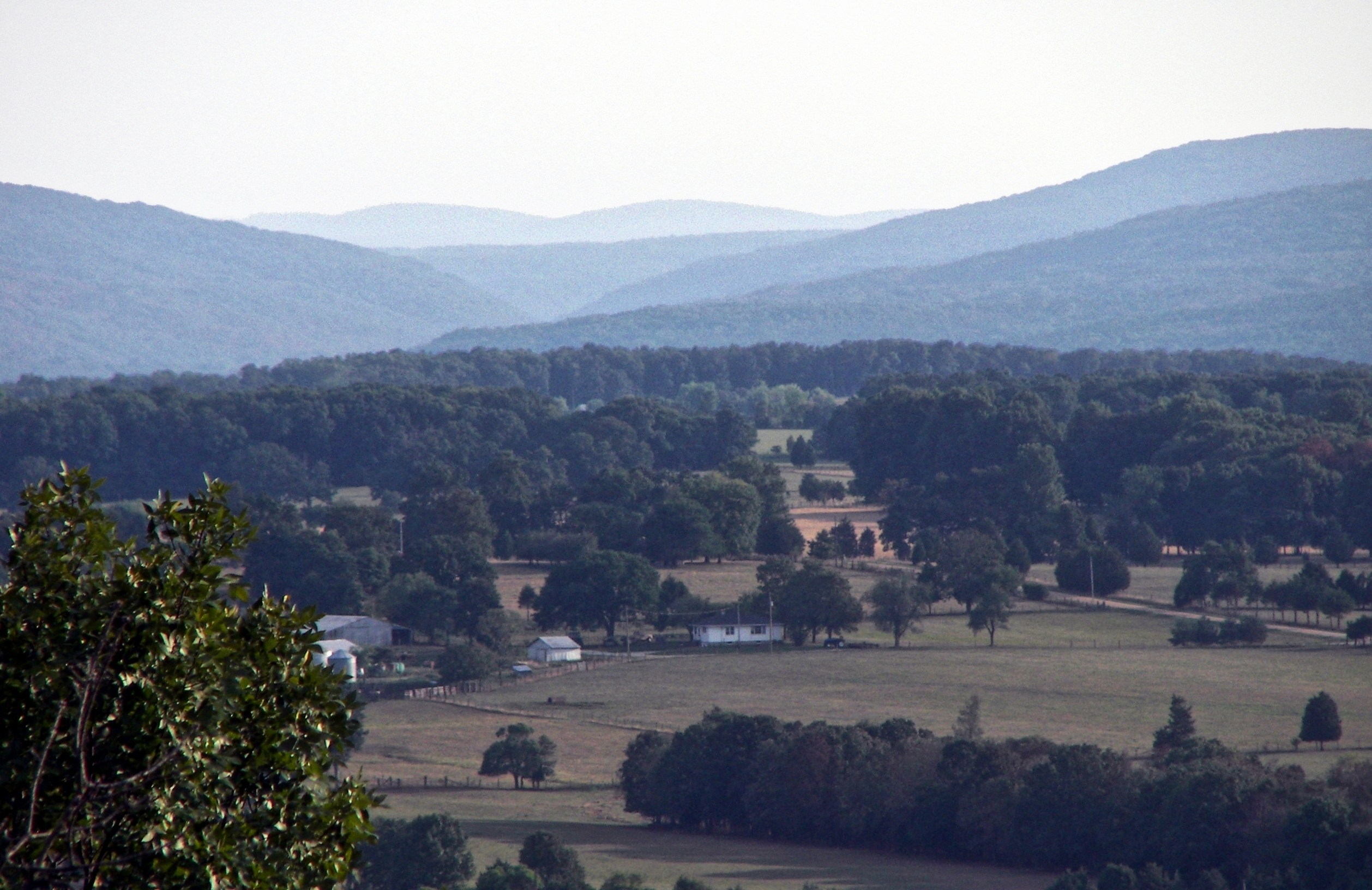
I monti Saint Francois, al centro dell'altopiano

Si sviluppa principalmente negli Stati del Missouri, Arkansas, Oklahoma e Kansas, tra i fiumi Arkansas e Missouri, e ricopre una superficie di circa 122.000 km², con un'altitudine massima di 780 metri. Al centro dell'altopiano, nello Stato del Missouri, si estendono i Monti Saint Francois.
È di gran lunga la più ampia regione montuosa tra gli Appalachi e le Montagne Rocciose. 
Insieme ai Monti Ozarks e Ouachita, forma una regione denominata U.S. Interior Highlands.

## Origine del nome
L'origine del nome è controversa, ma sembra derivare dal francese "aux arcs" (verso gli archi), con riferimento ai numerosi archi rocciosi formati dall'erosione o da grotte sprofondate. Un'altra ipotesi è che il nome derivi da "aux Arkansas" (verso l'Arkansas).